# アダド (ソマリア)
アダド（Adado、ソマリ語: Cadaado）は、中央ソマリアのガルムドゥグのガルグドゥード州にある町。

## 交通
市内の航空輸送は、ガルムドゥグ最大の空港であるアダド空港により提供されている。2013年に大規模な改修が行われ、ハイマン・アンド・ヒーブスの旧地方州による資金提供により新たな空港入国管理局が建設された。